# Liste der Einträge im National Register of Historic Places im Kiowa County (Colorado)

Lage des Kiowa Countys in Colorado

Die Liste der Einträge im National Register of Historic Places im Kiowa County in Colorado führt die Bauwerke und historischen Stätten im Kiowa County auf, die in das National Register of Historic Places aufgenommen wurden.
Legende
| NRHP | Historic Place             |
| HD   | Historic District          |
| NHL  | National Historic Landmark |

## Aktuelle Einträge
| [ 2 ] | Name                     | Bild                     | Eintragsdatum                                    | Lage                                                            | Ort  | Beschreibung |
| ----- | ------------------------ | ------------------------ | ------------------------------------------------ | --------------------------------------------------------------- | ---- | ------------ |
| 1     | American Legion Hall     | American Legion Hall     | 11. Dez. 2007 ID-Nr. 07001248                    | U.S. Highway 287 nördlich von Eads 38° 29′ 6″ N, 102° 47′ 17″ W | Eads |              |
| 2     | Sand Creek Massacre Site | Sand Creek Massacre Site | 28. Sep. 2001 ID-Nr. 16000637 01001055, 16000637 | Nähe County Roads 54 und W 38° 34′ 13″ N, 102° 30′ 11″ W        | Eads |              |

## Nicht mehr verzeichnete historisch bedeutsame Stätten
| [ 2 ] | Name                      | Bild                      | Eintragsdatum                 | Lage                                                      | Ort     | Beschreibung |
| ----- | ------------------------- | ------------------------- | ----------------------------- | --------------------------------------------------------- | ------- | ------------ |
| 1     | Crow–Hightower House      | Crow–Hightower House      | 20. Aug. 2013 ID-Nr. 13000605 | 909 Maine St. 38° 28′ 59,5″ N, 102° 46′ 53″ W             | Eads    |              |
| 2     | Eads Community Church     | Eads Community Church     | 20. Aug. 2013 ID-Nr. 13000606 | 110 E. 11th St. 38° 28′ 55,6″ N, 102° 46′ 50,5″ W         | Eads    |              |
| 3     | Eads School Gymnasium     | Eads School Gymnasium     | 20. Aug. 2013 ID-Nr. 13000607 | W. 10th und Slater Sts. 38° 28′ 58,8″ N, 102° 46′ 58,4″ W | Eads    |              |
| 4     | Hotel Holly–Haswell Hotel | Hotel Holly–Haswell Hotel | 20. Aug. 2013 ID-Nr. 13000608 | 200 4th St. 38° 27′ 10,8″ N, 103° 9′ 48,2″ W              | Haswell |              |